# Monika Kompaníková
Monika Kompaníková, pseudonim Mila Srnková (ur. 1 września 1979 w Powaskiej Bystrzycy) – słowacka pisarka, dziennikarka, ilustratorka książek dla dzieci.

## Życiorys
Kompaníková w latach 1998–2002 studiowała grafikę w Wyższej Szkole Sztuk Pięknych w Bratysławie, a następnie w latach 2002–2004 malarstwo. Po dwukrotnej wygranej w konkursie na najlepsze opowiadanie zadebiutowała zbiorem Miejsce dla samotności (Miesto pre samotu, 2003), za którą została uhonorowana Nagrodą Ivana Kraski przyznawaną debiutującym prozaikom. Jej druga książka, powieść zatytułowana Białe miejsca (Biele miesta, 2006), znalazła się w finale nagrody Anasoft litera. W 2008 roku zdobyła Nagrodę Fundacji Tatra banka dla młodych twórców. Trzecia książka, Piąta łódź (Piata lod’, 2010) w 2011 roku zdobyła główną nagrodę Anasoft Litera. Na podstawie powieści został nakręcony pełnometrażowy film w reżyserii Ivety Grófovej, powstały także adaptacje teatralne i filmy animowane. Powieść została przetłumaczona m.in. na polski, niemiecki, serbski, bułgarski, czeski, chorwacki, węgierski, arabski.

## Wybrane dzieła
- 2003 – Miesto pre samotu
- 2006 – Biele miesta
- 2010 – Piata loď, pol. wyd. Piąta łódź
- 2011 – Päť x päť
- 2013 – Hlbokomorské rozprávky
- 2016 – Na sútoku